# Токи (клан)
Род Токи (яп. 土岐氏 Токи-си) — японский самурайский род.

## История
Представители клана Токи утверждают, что их род происходит от Минамото-но Ёримицу (948—1021) из линии Сэйва-Гэндзи .
В период Муромати члены рода Токи занимали пост губернаторов провинции Мино, их резиденцией был замок Токи (современная префектура Гифу) .
Клан токи основали ряд дзен-буддийских храмов, в том числе Shōhō-ji и Sōfuku-ji в городе Гифу.
Минамото-но Мицунобу, потомок Ёримицу в четвертом колене, принял имя Токи Ёрисада. Его дед по материнской линии, Ходзё Садатоки (1271—1311), сиккен из Камакурского сёгуната, на стороне Асикага Такаудзи воевал против Южной династии.
От периода Муромати до периода Сэнгоку род Токи управлял провинцией Мино. Токи Ясуюки был губернатором (сюго) провинций Мино, Овари и Исэ. Когда сёгун Асикага Ёсимицу попытался отобрать у него провинцию Овари, Токи Ясуюки отказался уступить и в течение двух лет сражался против сёгуната (1389—1391).
Во время Войны годов Онин Токи Сигэёри (1442—1497), 8-й глава клана Токи, находился на стороне клана Ямана. В 1487 году он вторгся в южные земли провинции Оми. Во время гражданской войны главная линия рода Токи лишилась своих владений в 1542 году. Токи Ёринари (1502—1582), сюго провинции Мино, был побежден Сайто Досаном .
Токи Тадамаса (1551—1597) участвовал в военных кампаниях Токугава Иэясу. В 1590 году он был назначен правителем княжества Сома (10 000 коку) в провинции Симоса. Его сын Токи Садаёси (1579—1618) в 1617 году был перемещен в княжеством Такацуки (30 000 коку) в провинции Сэтцу. В 1619 году его потомки были возвращены в Сома-хан, в 1627 году переведены в Каминояма-хан в провинции Дэва, в 1712 году в Танака-хан в провинции Суруга, и, наконец, в 1742 году в Нумата-хан (30 000 коку) в провинции Кодзукэ.

## Боковые линии
Несколько кланов претендуют на происхождение от клана Токи, в том числе Асано, Акэти, Иби, Осу, Тавара, Тояма, Фумидзуки и Фунаки.
Первые шесть глав клана проживали в Киото и Сэтцу Тада перед получением провинции Мино. Следующие семь лидеров клана жили в городе Токи. Начиная с Токи Ёрисады, главы клана занимали посты сюго (губернаторов) провинции Мино.

### Первые представители рода Токи
1. Император Сэйва (清和天皇）, 56-й император Японии (858—876)
2. Сададзуми-синно (貞純親王）(873—916), старший сын предыдущего
3. Минамото-но Цунэмото（経基王) (894—961), 6-й внук императора Сэйва
4. Тада Минамото Мицунака (多田源満仲) (912—997), сын предыдущего
5. Минамото-но Ёримицу (源頼光）(948—1021), старший сын предыдущего
6. Минамото Ёрикуни (源頼国), старший сын предыдущего.

### Первые главы провинции Мино
1. Минамото-но Кунифуса (源国房)
2. Минамото-но Мицукуни (源光国)
3. Минамото-но Мицунобу (源光信)
4. Минамото-но Мицуки (源光基)
5. Токи Мицухира (土岐光衡)
6. Токи Мицуюки (土岐光行)
7. Токи Мицусада (土岐光定)

### Сюго провинции Мино
1. Токи Ёрисада (土岐頼貞) (1271—1339)
2. Токи Ёрито (土岐頼遠) (умер 29 декабря 1342)
3. Токи Ёриясу (土岐頼康) (1318 — 3 февраля 1388)
4. Токи Ясуюки (土岐康行) (умер 8 ноября 1404)
5. Токи Ёритада (土岐頼忠) (умер в 1397)
6. Токи Ёримасу (土岐頼益) (1351—1414)
7. Токи Мотимасу (土岐持益) (1406—1474)
8. Токи Сигэёри (土岐成頼) (1442—1497)
9. Токи Масафуса (土岐政房) (1457 — 12 сентября 1519)
10. Токи Ёритакэ (土岐頼武) (1488—1536)
11. Токи Ёринари (土岐頼芸) (1502 — 28 декабря 1582)
12. Токи Ёридзуми (土岐頼純) (1524 — 28 декабря 1547)
13. Токи Ёринари (土岐頼芸) (1502 — 28 декабря 1582)